# Santpou
Sant Pou, és un indret del terme municipal de Tremp, al Pallars Jussà, dins de l'antic terme de Fígols de Tremp.
Està situat a llevant d'Eroles, al nord-est del Tossal de Belart.